# Coalition Nationale Juive

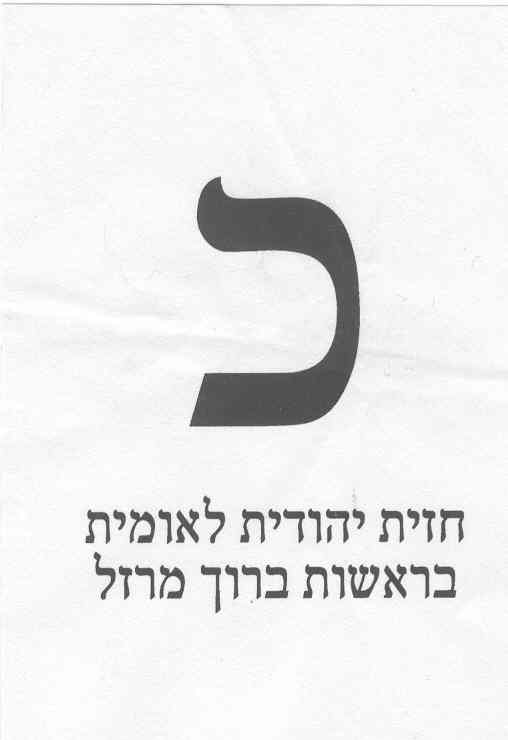
Bulletin de vote du Chayil pour les élections législatives de 2006.

Le Coalition Nationale Juive (hébreu : חזית יהודית לאומית, Hazit Yehudit Leumit), communément connu en Israël par son acronyme en hébreu, Chayil (hébreu : חי"ל), était un parti politique israélien d'extrême droite.

## Histoire
Le parti a été fondé en janvier 2004, avec Itamar Ben-Gvir comme porte-parole. Le parti participa aux élections législatives de 2006 sur une liste commune avec le Yamin Yisrael de Paul Eidelberg mais cette dernière n'obtint pas les 2 % nécessaires pour passer le seuil électoral requis pour avoir une représentation à la Knesset.
Itamar Ben-Gvir et Baruch Marzel étant tous deux anciens activistes du Kach, qui s'identifie fortement au kahanisme[réf. nécessaire] le courant le plus à droite du nationalisme en Israël, bien que Baruch Marzel ait été présent comme numéro deux sur la liste du Hérout lors des élections législatives de 2003.
En 2008, avant les élections pour la 18e Knesset, le parti s'allia avec l'Eretz Yisrael Shelanu, puis l'ensemble s'intégra au parti Union nationale. Le représentant de la Coalition National Juive Michael Ben-Ari se vit placé en quatrième position sur la liste, et put ainsi obtenir un siège à la Knesset lors des élections législatives de 2009. Le parti participe ainsi pour la première fois à l'assemblée.
En novembre 2012, ce parti fusionne avec le parti Hatikva pour former le nouveau parti Otzma Yehudit.

## Ligne politique
Le parti appelle à un changement du système électoral israélien pour que les membres de la Knesset représentent des circonscriptions, plutôt qu'une élection par liste, ainsi qu'à une bascule vers un système présidentiel de gouvernement.

Le parti soutient la préservation d'Israël comme état juif par l'accroissement de l'immigration juive, la limitation de l'immigration des non-Juifs selon la Halakha, et l'éducation juive dans les écoles publiques et est opposé aux compromis territoriaux, s'appuyant sur la position du rabbi Chaim Zimmerman, qui avait écrit un discours halakhique intitulé « L'interdiction de l'abandon des terres du Grand Israël ».